# Templo Rudra Mahalaya
O templo Rudra Mahalaya, também conhecido como Rudramal, é um complexo de templos destruído/arruinado em Siddhpur no distrito de Patan em Guzerate, Índia. Mulajara iniciou a construção do templo em 943 d.C. e Jayasimha Siddharaja, um líder da dinastia Chaulukya,  o terminou em em 1140 d.C. O templo hindu foi destruído pelo Sultão de Déli, Allaudin Khalji, e depois o Sultão de Guzerate, Ahmed Shah I (1410-1444) profanou e demoliu grande parte do templo, convertendo parte do complexo na mesquita congregacional (Jami Masjid) da cidade. Dois torans (pórticos) e dois pilares da estrutura central, permaneceram, ao lado da parte ocidental do complexo usada como uma mesquita.

## História

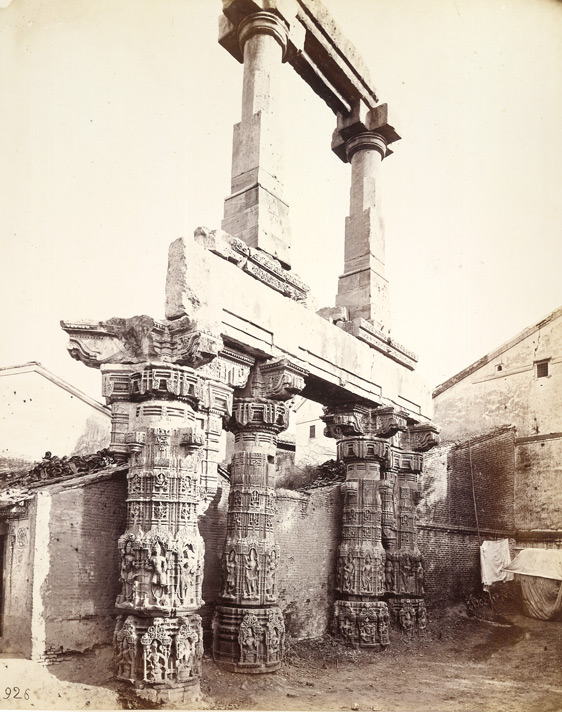
Ruínas do templo Rudra Mahalaya, quatro pilares e uma arquitrave.

Sidhpur sob o domínio da dinastia Chaulukya, era uma cidade importante do décimo século. No século X mais precisamente em 943, Mulajara, o fundador da dinastia Chaulukya de Guzerate, tinha começado a erguer o templo Rudra Mahalaya. Em sua juventude, ele tinha assassinado seu tio por parte de mãe, usurpado seu trono, e matou toda a parentela de sua mãe. Quando velho, seus crimes pesaram em sua consciência, ele fez peregrinações e implorou ajuda aos brâmanes. Ele deu Sristhal a um bando de sacerdotes e confiou o reino a seu filho, Chamundaraja, e ficou na companhia dos brâmanes até o fim de sua vida (996 d.C.). O Rudra Mahalaya permaneceu incompleto, e só foi completado em 1140 d.C. Uma inscrição sobre a construção diz:
No samvat dez (?) cem, Maharaj Mahadev começou,

No samvat dozecentos e dois, Siddharaj completou as obras;
No samvat dozecentos e dois, no mês magh, Krishna paksh
Na segunda-feira, dia 14, no Nakshatra Shravan e Varyan Yoga,
Siddharaj, no Rudra Mala, estabeleceu o Shivashankar.
Foi durante o século XII, em 1140 d.C., que Jayasimha Siddharaja (1094-1144) consagrou o complexo e ele se tornou o principal templo de Siddhpur.

De acordo com outra lenda, dois parmas de Malwa, cujos nomes eram Govinddas e Madhavdas, eles viviam de pilhagem e passaram pela vegetação que cobria o bairro do templo. Lá eles encontraram as fundações do templo e uma representação do deus Xiva, também relataram que viram seres celestiais a noite. Isso foi contado a Siddharaj, que terminou a construção do templo.

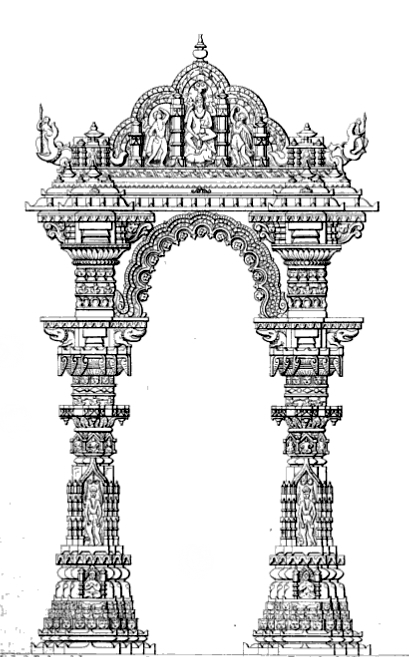
Pórtico

Em Mirat-i-Ahmadi, Ali Muhammad Khan escreveu: "O rei ao manifestar sua intenção de construir o templo, pediu aos astrólogos, que apontassem uma hora oportuna; e nessa época, eles previram a destruição do edifício." Siddha Raja fez com que esculturas de "senhores dos cavalos" e de outros grandes reis fossem colocadas no templo, e "perto delas, uma representação de si mesmo em uma posição de súplica, com uma inscrição rezando para que, mesmo que a terra fosse devastada, o templo não seria destruído."
Allaudin Khalji enviou um exército comandado por Ulugh Khan e Nusrat Khan, que desmantelaram o complexo de templos em 1296 d.C. (1353 no calendário hindu). O templo foi destruído e sua parte ocidental foi transformada numa mesquita pelo rei muçulmano Ahmed Shah I (1410-44) da dinastia muzafaríada em 1414 ou em 1415.

## Arquitetura
O templo foi construído no estilo arquitetônico Māru-Gurjara.
O templo original, completado em 1140, tinha extensa ornamentação, tendo um teto medindo 9,8 metros, muito maior do que o do templo de Abu. As dimensões gerais são de 21 m por 70 m com o edifício principal tendo 46 m de comprimento. Era um templo de três andares, com 1 600 pilares, 12 portas de entradas com doze altares de Rudra posicionados ao longo dele. O santuário estava localizado a oeste e tinha um mandapa ou salão, que tinha pórticos em suas alas leste, norte e sul. Atualmente, apenas uns poucos vestígios do templo sobreviveram, como dois "toranas" (pórticos) e quatro pilares. Um dos pilares é muito elaborado e ornamentado; o portão oriental, que dá de frente ao rio Saraswati, permaneceu; os pilares remanescentes têm relevos ornamentais. O pórtico norte também sobreviveu. A parte ocidental do complexo, que foi convertida numa mesquita, ainda está presente.

## Galeria

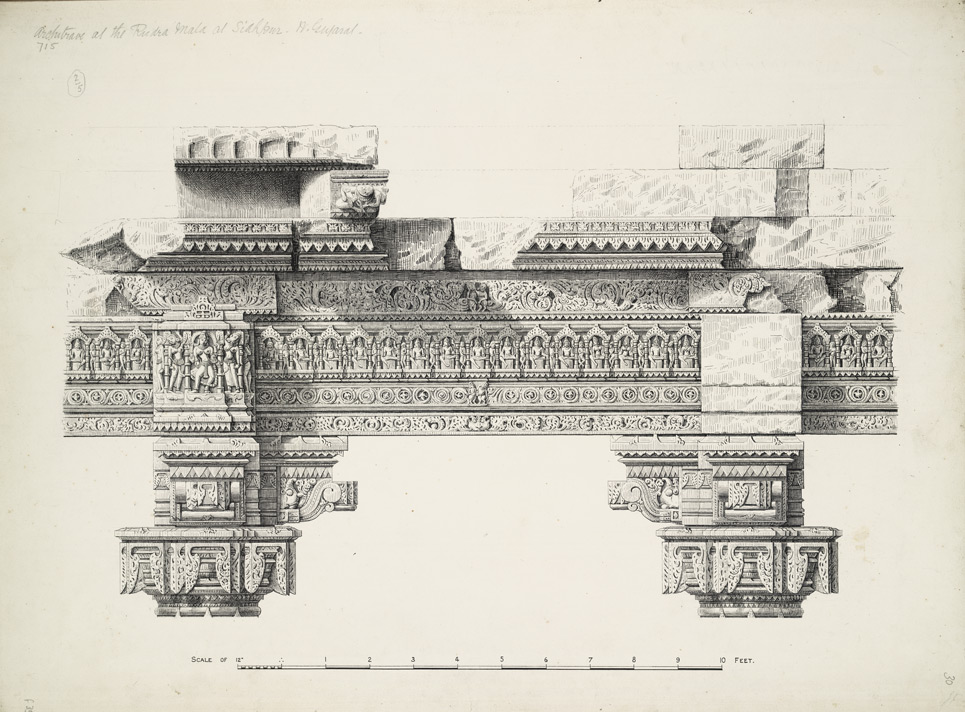
Ornamentos de um lintel
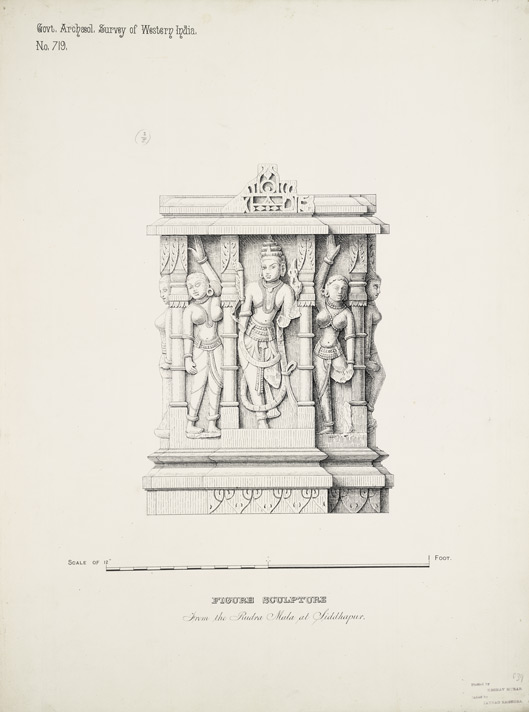
Relevos do templo
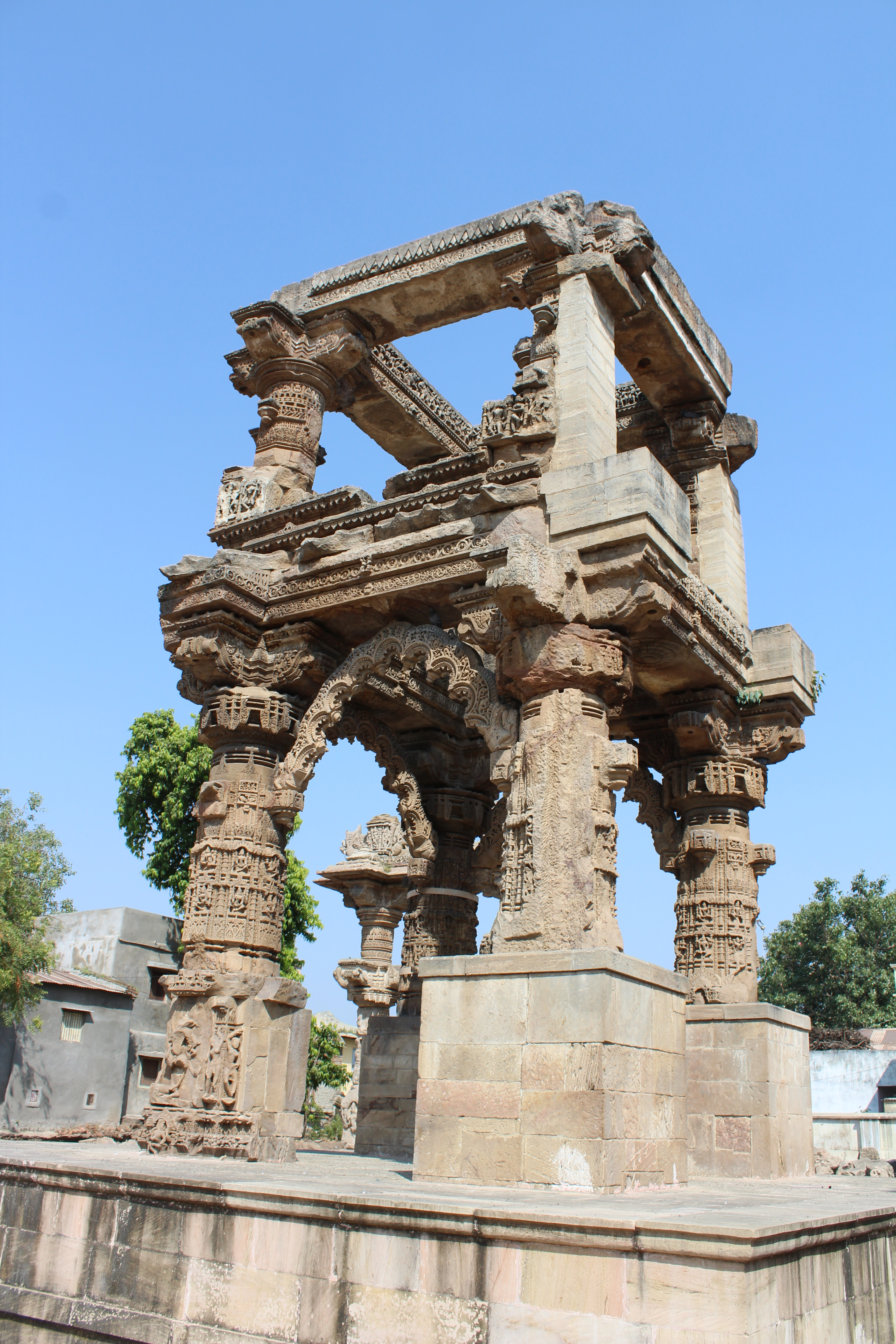
Um dos pórticos remanescentes.
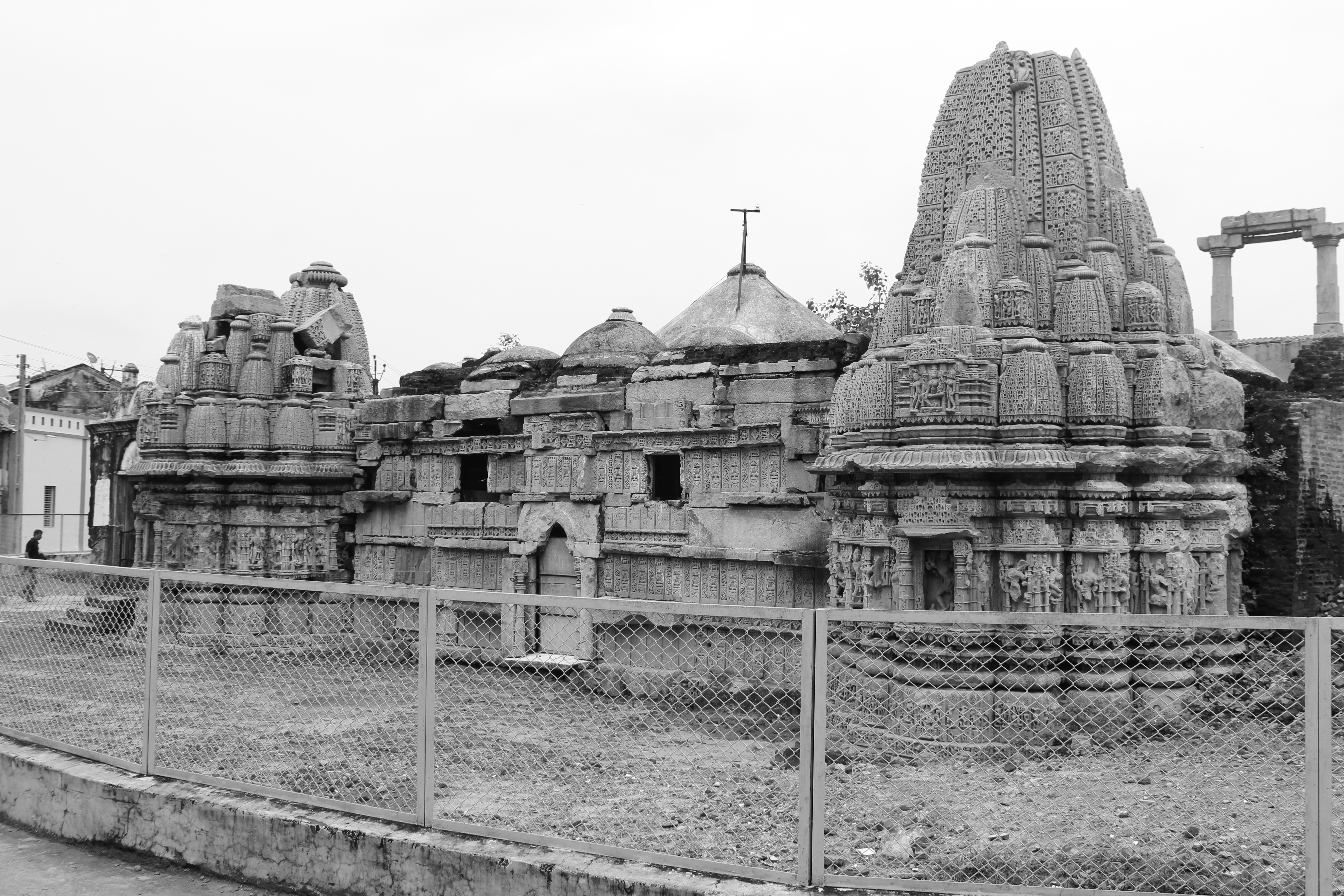
O templo
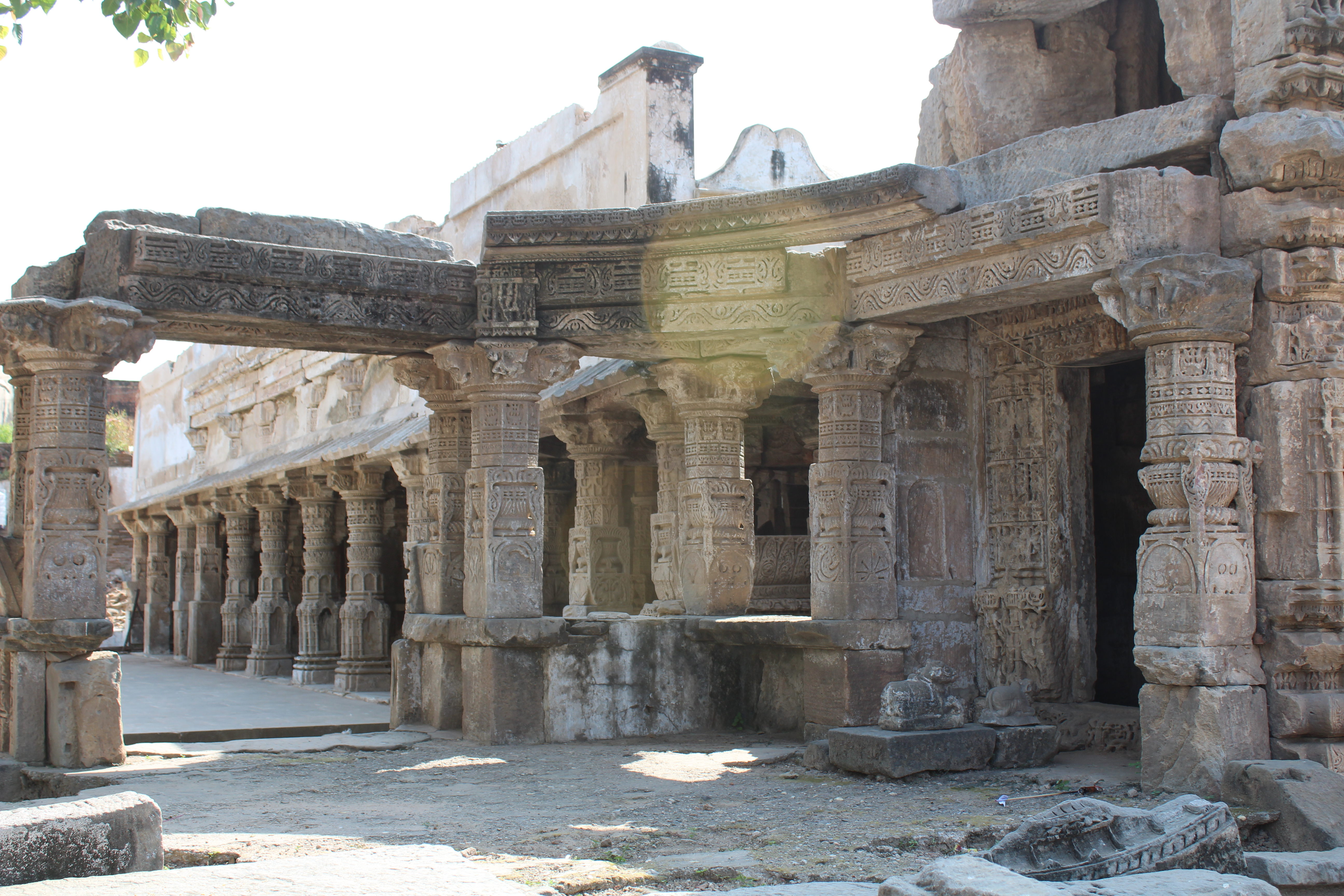
Parte oeste do templo que sobreviveu até os dias atuais
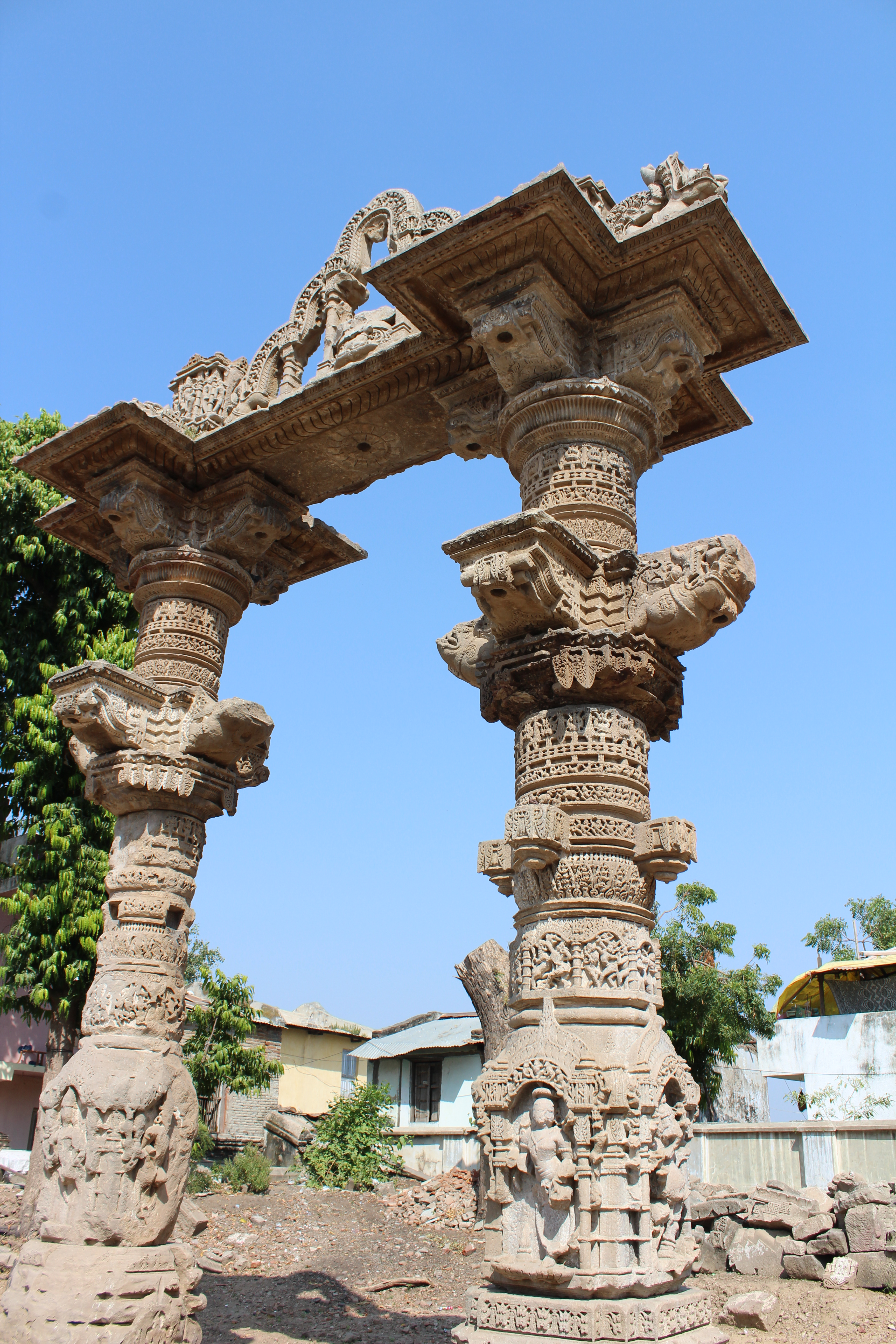
Um dos toranas sobreviventes.